# Ephippus orbis
Ephippus orbis är en fiskart som först beskrevs av Bloch, 1787.  Ephippus orbis ingår i släktet Ephippus och familjen Ephippidae. Inga underarter finns listade i Catalogue of Life.